# Düsseldorfer HC
Düsseldorfer Hockey Club 1905 (DHC) is een Duitse hockey- en tennisclub uit Düsseldorf.
De club werd in 1905 opgericht en de hockey herenafdeling speelt in de Bundesliga en neemt deel aan de Euro Hockey League 2008/2009. 
Het damesteam speelt sinds 2009 in de Bundesliga en werd landskampioen in 2020 en 2022. Het team eindigde op de derde plaats in de Euro Hockey League van 2023.  